# Combat au hockey sur glace
Vous lisez un « bon article » labellisé en 2007.
Ne doit pas être confondu avec coups de poing (hockey sur glace).
En hockey sur glace, les combats entre deux joueurs ou plus sont monnaie courante dans certaines ligues, particulièrement en Amérique du Nord. Certains joueurs, les « policiers », sont spécialisés dans les combats et interviennent dans les moments cruciaux pour une équipe afin d'essayer de faire basculer le match. Leur intervention peut également survenir afin de protéger la vedette de l'équipe. Ces joueurs spéciaux de l'équipe ont souvent un temps de jeu limité, compensant une technique moindre par leur impact physique sur l'adversaire.
Même si les combats au hockey sont de moins en moins courants, et que certains considèrent ce comportement brutal comme un frein à la promotion de ce sport et un comportement inadapté, un combat entre deux joueurs reste pour certains partisans un moment attendu lors d'un match et bien souvent les médias s'en font l'écho.

## Historique
Historiquement, le hockey a toujours été lié à des combats entre joueurs, même au Canada du début du XIXe siècle, le Canada étant la base du développement du jeu moderne. Une des raisons est qu'à l'époque, les règles du hockey n'étant pas réellement définies, certains abus pouvaient être commis et il n'était pas rare de voir un joueur d'une équipe en intimider un autre.
En 1918, la Ligue nationale de hockey introduit une nouvelle règle : la ligne bleue. Cette ligne va permettre aux joueurs de faire des passes vers l'avant — auparavant, ils jouaient sur des règles similaires à celles du rugby avec l'interdiction de la passe en avant. Cependant, ces passes sont alors uniquement autorisées dans la zone neutre (entre les deux lignes bleues) et dans toutes les zones de la patinoire, celui qui possédait le palet (ou rondelle) était sans interruption soumis à la pression physique adverse. Ainsi, un nouveau rôle non officiel de joueur fait rapidement ses débuts, le « policier », avec pour mission de protéger la vedette de son équipe qui manie le palet.
En 1922, la LNH introduit une nouvelle règle dans son règlement, la règle 56 qui autorise officiellement les combats entre joueurs. La LNH parle alors de « fisticuffs ». Alors qu'à l'époque, lors des matchs de hockey universitaire ou même dans les circuits amateurs, les combattants sont tous deux exclus directement du match, la LNH introduit la notion d'acceptabilité en infligeant cinq minutes de pénalités aux belligérants. Cette règle 56 fera par la suite son chemin au sein des ligues mineures. Certains commencent déjà à mettre en avant les combats du hockey pour promouvoir le sport : c'est le cas par exemple de Tex Rickard, du Madison Square Garden, promoteur de hockey mais également de boxe qui, voyant là une aubaine, va faire enfler les affaires entre différents policiers de franchises dites rivales.
Cette fameuse règle 56 est maintenant reprise dans le livre de règles de la LNH sous le numéro 46 et le terme désuet de « fisticuffs » est désormais absent. Les arbitres ont également beaucoup de latitude pour donner des pénalités plus hautes que les cinq minutes classiques du passé.
Même si entre les années 1920 et les années 1960, les combats dans la LNH étaient beaucoup moins nombreux qu'aujourd'hui, ils étaient tout de même bien souvent beaucoup plus violents, voire dangereux pour une équipe. Les policiers étaient alors rares et souvent les joueurs vedettes n'avaient pas d'autre choix que de se défendre eux-mêmes : avec seulement six franchises dans la LNH, les places des joueurs au sein des effectifs étaient assez rudes à obtenir et les joueurs avec moins de technique que d'agressivité ne parvenaient pas à se faire leur place.
En 1967, la LNH décide de doubler le nombre de franchises. Elle organise une sélection spéciale de joueurs pour les équipes ainsi créées et un nombre important de policiers va pouvoir évoluer dans la LNH. Au cours des années 1980, le nombre de combats est supérieur à un par match et de nombreuses franchises vont recruter des policiers pour protéger leurs joueurs vedettes : c’est ainsi le cas de Dave Semenko et de Marty McSorley pour Wayne Gretzky, ou encore de Stu Grimson protecteur de Paul Kariya des Mighty Ducks d'Anaheim.
Malgré tout, depuis les années 1970, trois règles de la LNH ont contribué à diminuer le nombre de combats lors d’un match :
- la première intervient en 1977 et introduit la notion du « troisième homme » — en anglais Third Man In. Cette règle met en avant que tout joueur venant se mêler à un combat déjà en cours est automatiquement exclu du match et vient en réponse à la tendance qu’avaient les équipes à se lancer entièrement sur la glace pour se battre lors du déclenchement d’un combat ;
- une autre règle, visant la même pratique, vient interdire à un joueur dont la ligne n’est pas sur la glace de rentrer sur la glace lors d’un combat sous peine d’encourir une suspension ;
- la dernière règle a été introduite au début de la saison 2006-2007 et prévoit de donner deux minutes supplémentaires au joueur ayant démarré le combat – la règle porte le nom d’« Instigator rule ».

## Règles et punitions

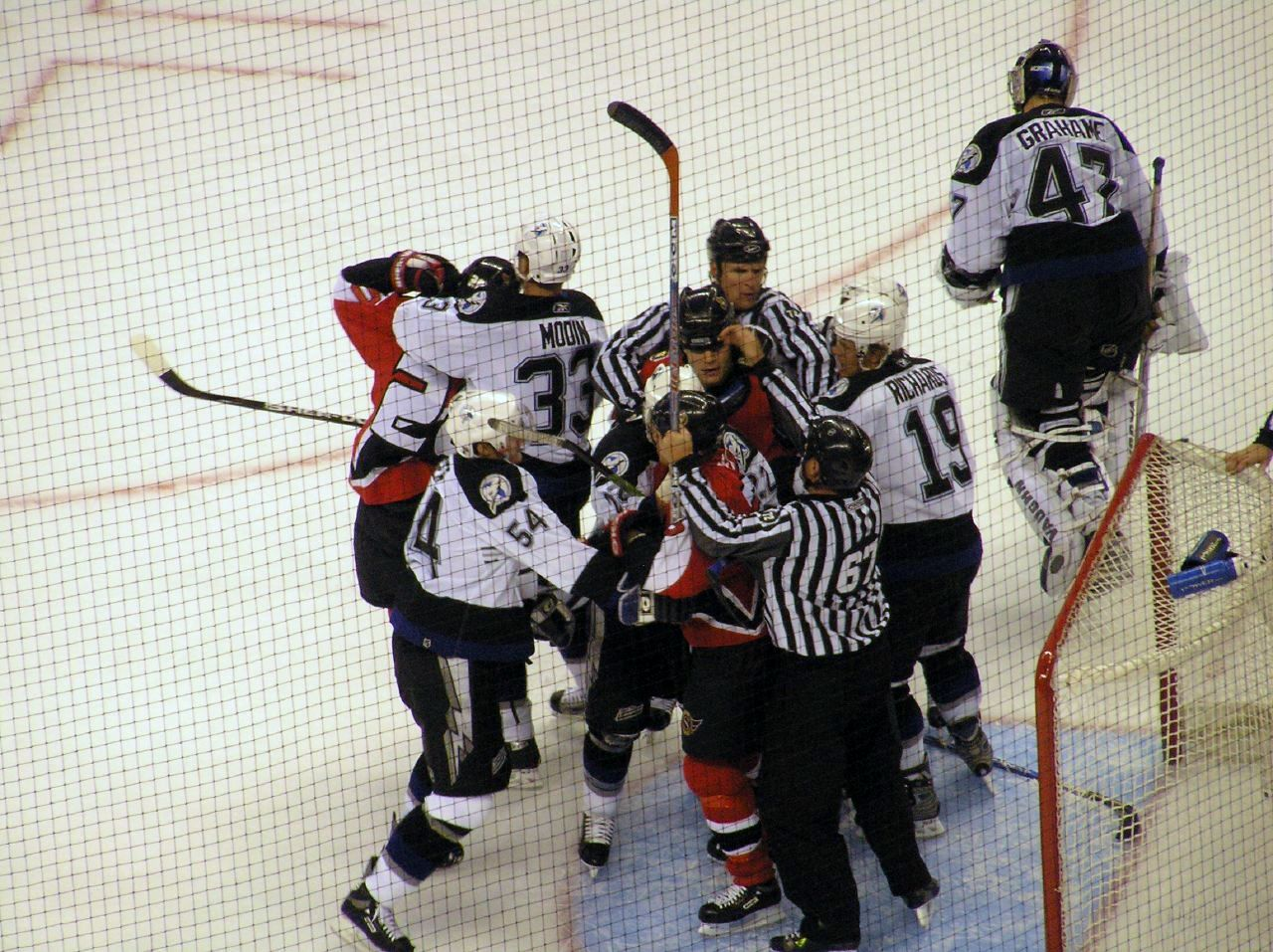
Les arbitres tentent d'empêcher une bagarre entre Ottawa et Tampa Bay dans la LNH en 2006.

Le combat est une pratique illégale aussi bien dans la Ligue nationale de hockey que dans les ligues juniors d’Amérique du Nord ou même dans n’importe quelle ligue professionnelle mineure nord-américaine. Mais la différence principale entre ces ligues et d'autres ligues — comme les ligues européennes par exemple — ou même d'autres sports, réside dans le fait que les arbitres n'excluent pas du match un joueur ayant participé à un combat,.
C’est tout de même le cas dans les ligues des plus jeunes, dans le championnat universitaire mais également dans les championnats Élites européens, dans les compétitions des Jeux olympiques d'hiver. Enfin, dans le hockey sur glace féminin, quel que soit le niveau, les combattantes sont exclues du match.
Le livre de règles de la LNH précise tout de même que pour qu’un combat se passe entre joueurs, certains points doivent être respectés. Le premier point étant que les deux joueurs doivent jeter leur crosse afin de ne pas s’en servir comme armes. Ils doivent également jeter leurs gants afin de se battre à mains nues. C’est une manière détournée de jeter le gant sur l’adversaire mais s'explique également par souci de sécurité pour les joueurs. Les gants de hockey étant renforcés de cuir et de parties plastiques, les dommages sur les combattants ne pourraient être que pires. La dernière règle est que les joueurs doivent écouter les consignes de l’arbitre quand celui-ci indique qu’un combat est fini. En cas de manquement à un de ces points, les joueurs sont susceptibles d’être punis d’une exclusion de match avec de possibles suspensions ultérieures.
Dans une majorité de ligues, les arbitres tolèrent une bagarre entre deux joueurs tant que ceux-ci tiennent sur leurs patins. Une fois un genou posé sur la glace, les arbitres vont se précipiter pour séparer les adversaires. À l’inverse, les arbitres essaient le plus souvent d’éviter d’avoir un combat entre plus de deux personnes ou même d’avoir plusieurs combats entre deux joueurs en même temps.

### Les ligues nord-américaines

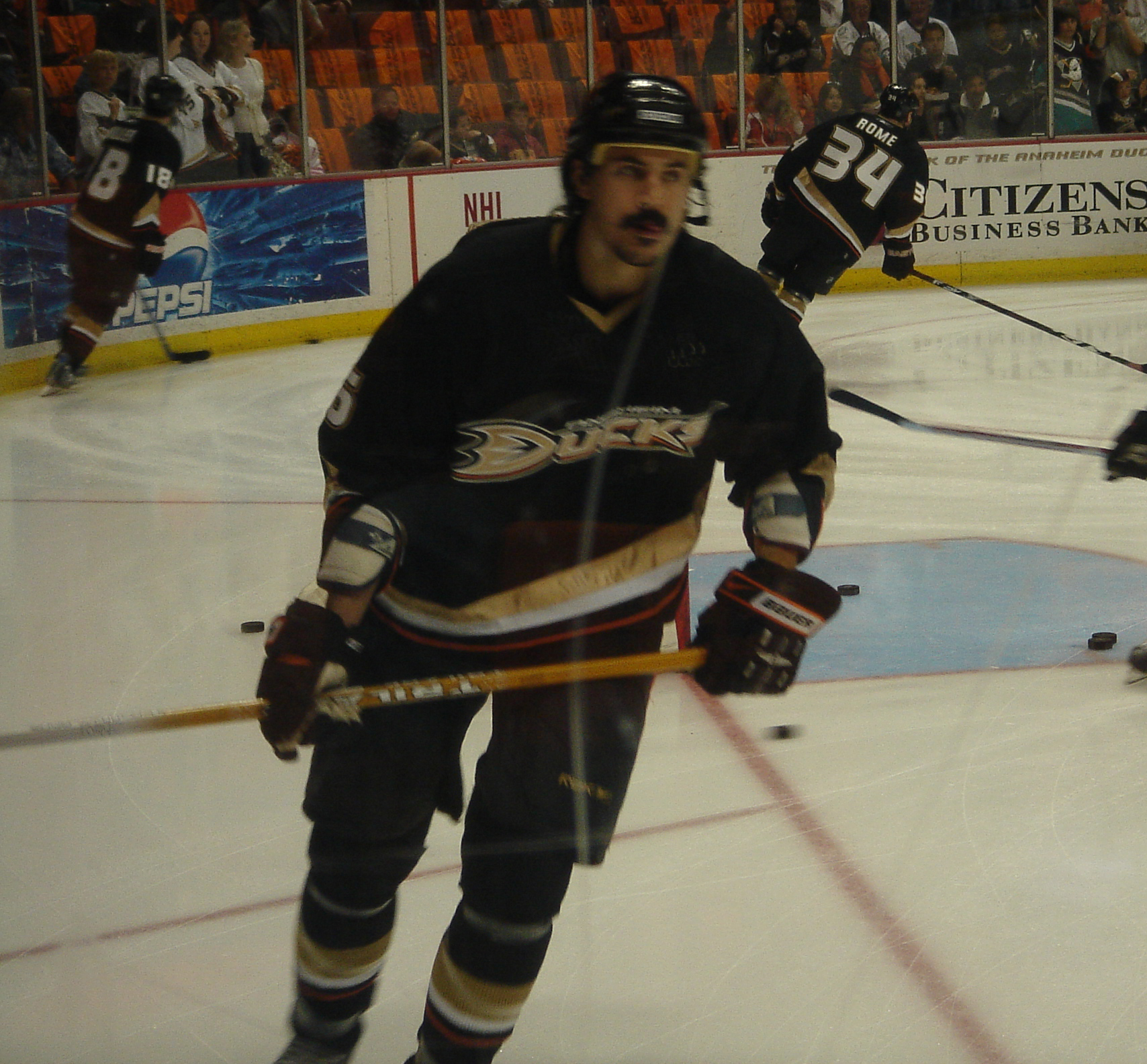
George Parros des Ducks d'Anaheim dans la LNH, le joueur s'étant le plus battu en 2006-2007.

Que ce soit dans la LNH, dans la Ligue américaine de hockey, dans l’ECHL, dans la Ligue centrale de hockey, dans la Ligue internationale de hockey, ou dans une autre ligue mineure, les officiels ont pour consigne de punir de cinq minutes de pénalités les joueurs coupables — la phrase de rigueur étant «  five for fighting ».

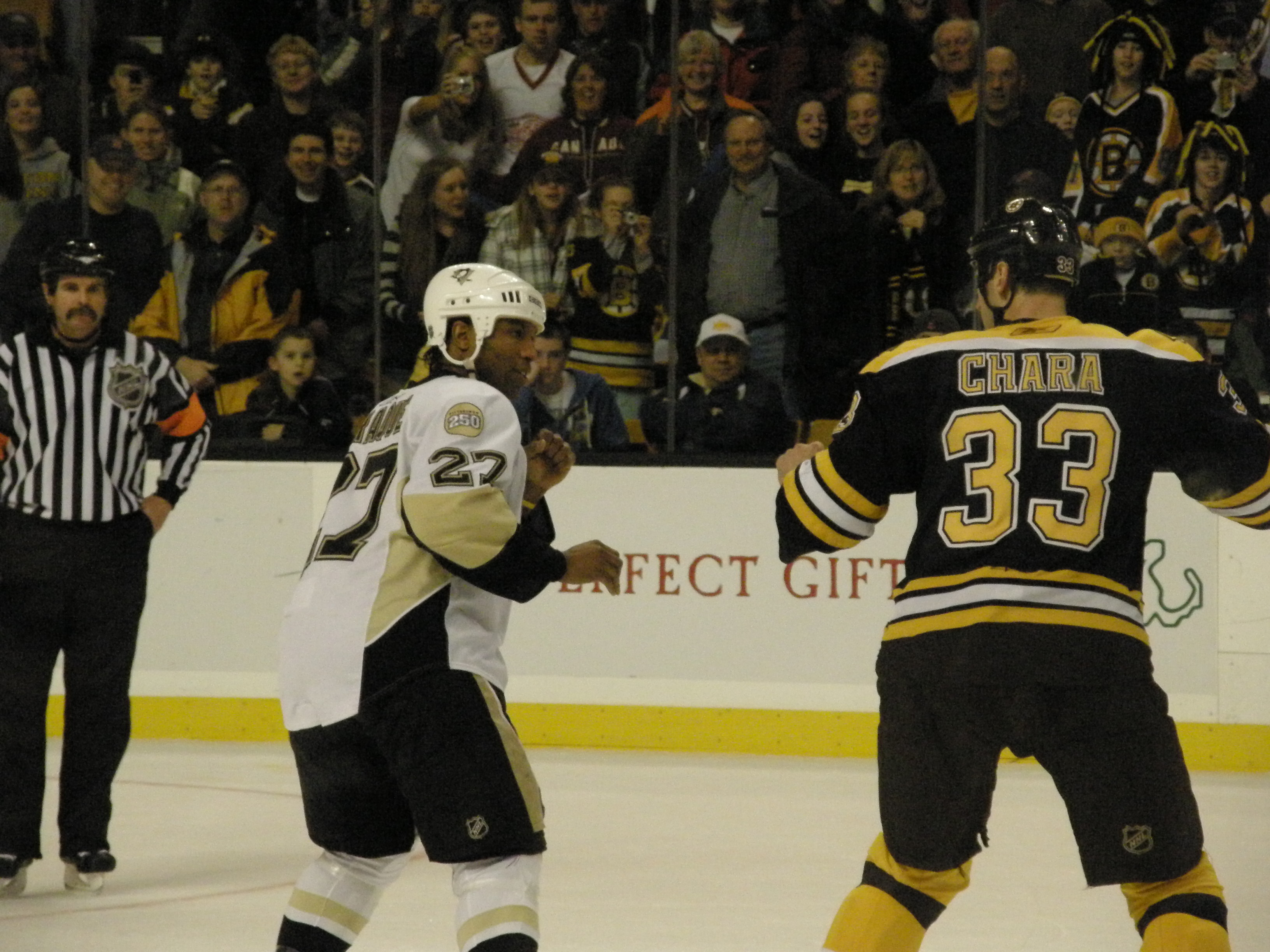
Georges Laraque et Zdeno Chára jettent les gants pour une bagarre en décembre 2007.

Plusieurs cas de pénalités supérieures peuvent malgré tout se présenter : si le joueur veut venir sur la glace de la patinoire alors que sa ligne ne jouait pas ou si un joueur utilise une arme de n’importe quel genre – un patin de hockey par exemple, le joueur pourra être directement exclu du match. L’entraîneur ayant laissé un joueur de son banc se présenter sur la glace lors d’un combat encourt une suspension de banc allant jusqu’à dix matchs.
Enfin, un joueur qui reçoit deux fois deux minutes en tant qu’instigateur du combat ou participe à trois combats est immédiatement exclu du match et son équipe jouera en infériorité numérique pendant cinq minutes. Les joueurs exclus sont également sanctionnés financièrement par la ligue.
Depuis 2003, dans l’ECHL, l’instigateur d’un combat lors des cinq dernières minutes d’un match ou au cours des prolongations est immédiatement exclu du match, peine assortie d’une amende et d’une suspension d’un match. À la suite des bons résultats de cette règle, la LNH et la LAH l’ont adopté en 2005-06 et la LNH a même été jusqu’à mettre en place une amende pour l’entraîneur du joueur instigateur du combat.

### Autres championnats
Dans le championnat universitaire (NCAA), les combats sont rares en raison du règlement sévère. En effet, les combattants sont exclus du match et se voient punis d'un ou plusieurs matchs de suspension. La particularité vient du nombre de matchs de suspension : si le joueur impliqué a déjà été exclu lors d’un match de la même saison pour un combat, il sera d’autant plus suspendu. À la première exclusion, il rate un match, à la seconde deux et ainsi de suite.
En ce qui concerne les compétitions européennes et les Jeux Olympiques, ces compétitions sont régies par la Fédération internationale de hockey sur glace qui spécifie au paragraphe 528, les sanctions suivantes :
- pénalité de mauvaise conduite (10 minutes) — pour un joueur qui retire intentionnellement ses gants dans le but de se battre ;
- pénalité de match — pour un joueur qui participe à un combat ;
- pénalité mineure (2 minutes) — pour un joueur qui a reçu un coup et se venge (ou tente de se venger) ;
- pénalité de mauvaise conduite avec exclusion du match[24] — pour un joueur (de champ ou gardien de but) qui a rejoint un combat déjà en cours ;
- double pénalité mineure (2 + 2 minutes) - pour un joueur qui refuse d'obéir à un arbitre ou résiste ; le joueur peut également selon les cas recevoir une pénalité majeure (5 minutes) et une pénalité de mauvaise conduite avec exclusion du match ou encore directement une pénalité de match ;
- si n'importe quel joueur ou personnel d'encadrement de l'équipe se bat avec un autre joueur (ou un personnel adverse), les arbitres peuvent donner soit une pénalité de mauvaise conduite (10 minutes) soit une pénalité de mauvaise conduite avec exclusion du match soit directement une pénalité de match.

### Les «policiers»
Le rôle d’un « policier » (en anglais : enforcer) au sein d’une équipe de hockey n’est pas officiel mais peut être déterminant pour une équipe. Ainsi, un policier n’est pas obligatoirement affecté à une ligne en particulier et peut entrer en jeu à tout moment de la partie sur la volonté de son entraîneur afin de soit mettre la pression sur l’adversaire soit de montrer sa présence au policier de l’équipe adverse.
Il se doit de réagir rapidement afin de ne pas laisser la (ou les) vedette(s) intimidée(s) par l'adversaire. Il ne faut toutefois pas confondre un policier avec un type de joueur dit « peste ». Alors qu'une « peste » fait tout pour déstabiliser le match et l'adversaire, le policier est là pour marquer sa présence et montrer qu'il saura répondre si un défi physique est lancé.
Un policier n'est pas nécessairement quelqu'un qui se bat beaucoup. Ainsi Clark Gillies était dans ses premières années un joueur qui se battait beaucoup mais par la suite, ses bagarres ont diminué en raison d'une certaine aura dont il jouissait.
Dans la LNH, le rôle de policier va en diminuant ces dernières années avec la volonté des dirigeants d'augmenter la vitesse du jeu et le nombre de buts. Ainsi, les entraîneurs font parfois le choix de prendre un joueur plus complet à la place du policier au sein de l'effectif. Cela pousse également les policiers à devenir meilleurs dans les autres compartiments du jeu.

## Justifications d’un combat
Il existe dans un match de hockey de nombreuses raisons pour le démarrage d’un combat. Elles peuvent être soit des raisons collectives d’équipes liées directement au match soit des histoires personnelles entre joueurs.

### Raisons collectives
La première raison d’équipe est la revanche et l’intimidation. Ainsi, quand le jeu développé par une équipe ne correspond pas à celui que souhaiterait développer l’adversaire, le policier pourra être envoyé sur la glace par son entraîneur pour déclencher un combat et tenter de changer le cours du match,.
Les policiers peuvent également déclencher un combat lors d’un match quand ils sentent que leur équipe perd pied ; ils essaient ainsi de créer un choc psychologique sur l’autre équipe. Ces combats concernent souvent deux policiers, mais le policier d’une équipe peut également choisir comme cible du combat un joueur particulièrement en vue et en forme dans l’équipe adverse. Ce type de combat a d’autant plus d’effet quand l’équipe joue à domicile et fait chavirer les supporters créant une ambiance particulière sur la suite du match. Malgré tout, l’avantage psychologique peut se retourner vers l’autre équipe. Dans les années 1970, les Flyers de Philadelphie portaient le surnom de « Broad Street Bullies » et étaient réputés pour leur style de jeu brutal et violent.
L’intimidation est un facteur très important dans le monde du hockey et un joueur – ou un policier – pourra chercher à déclencher un combat uniquement pour montrer qu’il n’a pas peur de « tomber les gants » et de se battre. Ainsi, dans les années 1950, Gordie Howe, jeune joueur, réussit à prendre le dessus sur Lou Fontinato, policier connu du circuit et accumulant près de 1 200 minutes de pénalités au cours de sa carrière. À la suite de cet incident, Howe fut beaucoup plus libre de ses mouvements lors des matchs et inscrivit un grand nombre de buts inspirant de prime abord un sentiment de crainte à ses adversaires. Paradoxalement, en Europe, alors que les combats entre joueurs sont formellement interdits, les joueurs ne se sentent pas en « danger » et se permettraient plus de coups en douce selon les défenseurs des combats.
Une autre cause possible pour un départ de combat est le score du match. Quand une équipe est menée au score assez sévèrement et doit rencontrer la même équipe quelques jours plus tard, il n’est pas rare de voir des combats éclater à la fin du match, l’équipe menée tentant d'intimider l'adversaire pour le prochain match. Les policiers de l’équipe battue ont également pour tendance de cibler les meilleurs joueurs adverses dans le but de les faire réagir et de leur faire perdre leur sang-froid.
Une des dernières raisons d’équipe est donc la protection du joueur clé de l’équipe, protection que l’on a pu voir dans la LNH lorsque Wayne Gretzky commença sa carrière et que l’on voit également actuellement en 2007 avec l’arrivée de Gary Roberts au sein des Penguins de Pittsburgh pour protéger Sidney Crosby.

### Raisons personnelles
Beaucoup de jeunes policiers doivent prouver à leur dirigeant qu’ils ont fait le bon choix et ce rapidement dans leur carrière. Ainsi, un policier évoluant dans la LAH, à qui on donne une chance de jouer dans la LNH cherchera à montrer par tous les moyens aux dirigeants mais aussi aux supporters et à ses coéquipiers, que les dirigeants ont fait le bon choix en lui confiant le rôle de policier de l’équipe.
Il existe également des rivalités historiques entre la plupart des franchises mais aussi un passif entre certains joueurs des différentes équipes. Ce passé fait souvent ressortir des rancœurs se réglant — ou s’autoalimentant — sur la glace. Ainsi, dans la LNH, les années 1990 furent marquées par une grosse rivalité entre les Red Wings de Détroit et l’Avalanche du Colorado.

## Avenir des combats

### Des efforts pour bannir les combats
Les critiques autour de la violence des combats au hockey sont cycliques et ressortent souvent à l'occasion d'une affaire grave. Ainsi, en 2007, le combat entre Colton Orr des Rangers de New York et Todd Fedoruk des Flyers de Philadelphie a largement été médiatisé et analysé. Le combat ne dura que très peu de temps mais après deux premiers coups, Orr en porta un troisième plus puissant qui mit Fedoruk inconscient.
En dépit des risques physiques, la majorité des joueurs et de l'administration des ligues nord-américaines de hockey insistent sur le fait que le combat fait partie d'un match. Ainsi, à la suite de ce nouvel incident le commissaire de la LNH, Gary Bettman a réaffirmé que la Ligue nationale de hockey n'allait pas débattre sur la question de savoir si les combats avaient leur place ou pas dans la LNH mais a tout de même admis qu'il fallait trouver un moyen de mieux protéger les joueurs.
Malgré cette position officielle de la direction de la LNH, des journalistes sportifs se sont penchés sur la question de savoir quelle était réellement la valeur ajoutée du combat pour un match de hockey, se demandant si les combats ne ternissaient pas plus l'image du sport qu'autre chose ; les arguments avancés étant le clair manquement à un quelconque comportement sportif, le côté brutal qui tranchait avec les sensations de vitesse du hockey et que, finalement, un combat n'était qu'une pure perte de temps.
Les opposants aux combats au hockey se basent sur des comparaisons de matchs internationaux ou même universitaires, qui ne sont pas plus désagréables à regarder, ne sont pas plus gênés par les coups en douce et s'interrogent sur les raisons profondes qu'ont les autorités du hockey de continuer à autoriser les combats.

### L'engouement populaire autour des combats
Un certain engouement entoure tout de même les combats de hockey. Dans le milieu musical et culturel, de nombreux artistes font références au combat de hockey et ainsi, par exemple, le nom du groupe rock américain Five for Fighting est une référence à la pénalité du hockey et a été choisi par le chanteur John Ondrasik, qui est un grand amateur de hockey sur glace. Le groupe hardcore de Los Angeles Donnybrook tire son nom d’un terme d’argot désignant un combat entre les joueurs pendant une partie de hockey.
Il peut arriver que les gardiens se mêlent à la bagarre, ce qui a toujours pour conséquence de ravir les fans. Bien souvent, cela arrive quand une bagarre générale se déclenche et les gardiens s'opposent l'un à l'autre.
Ce phénomène est rare car cela veut dire que le gardien remplaçant doit alors faire ses débuts au cours du match.
Certains jeux vidéo incluent dans leur gameplay des phases simulant ces scènes en reprenant les codes du jeu de combat, par exemple dans Blades of Steel ou encore la série NHL d'EA Sports qui incluent ces combats.

### Impacts sur la santé des joueurs

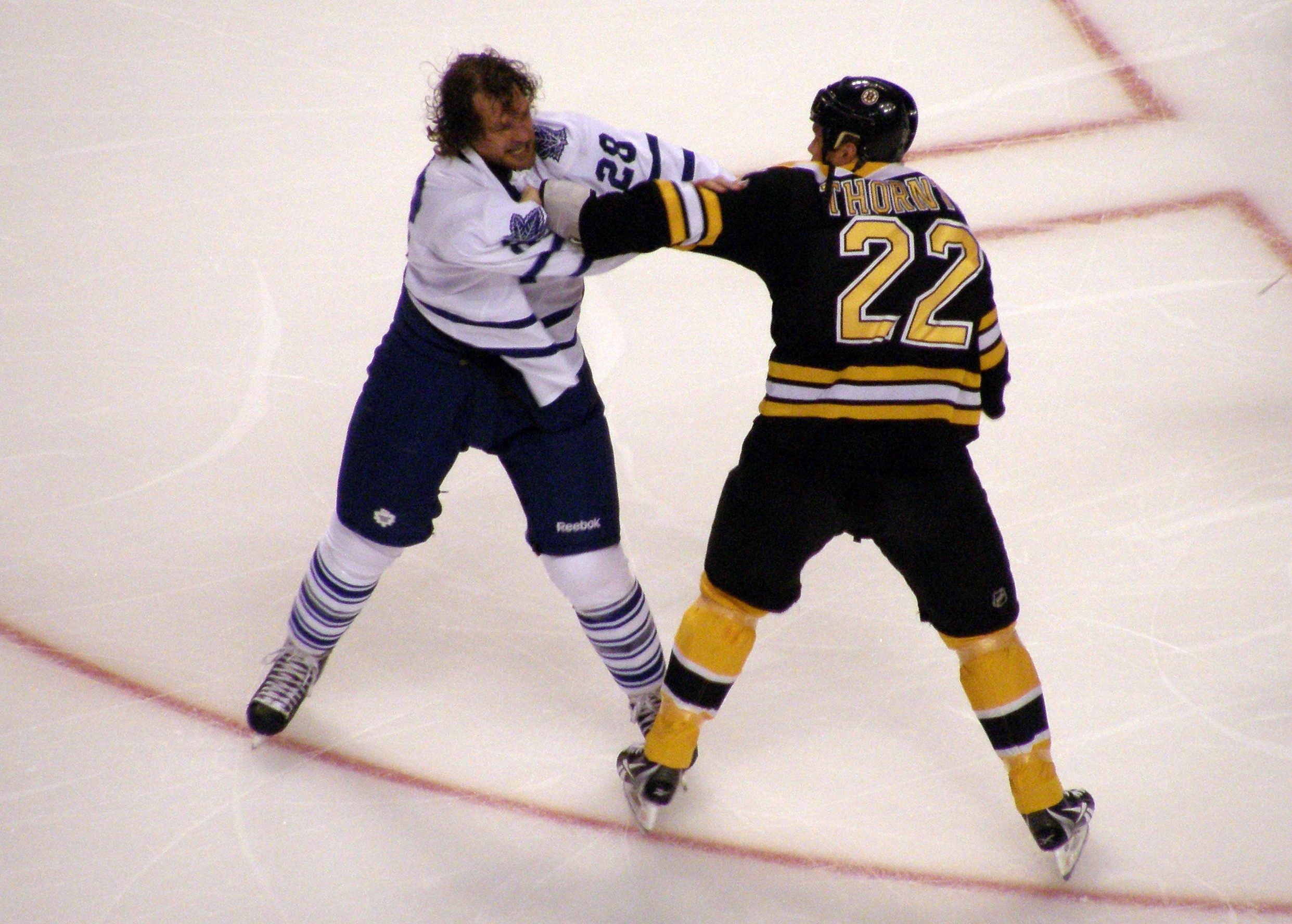
Combat sans casque

Outre le fait que les bagarres au hockey sur glace peuvent possiblement ternir l’image du sport, il est important de mentionner que ces dernières affectent grandement la santé de nombreux joueurs. En effet, l’accumulation de coups à la tête provenant de bagarres a provoqué des conséquences néfastes pour de nombreux hockeyeurs, incluant notamment les commotions cérébrales, aussi appelé traumatisme crânien. Il ne faut pas oublier non plus que les commotions cérébrales ont un effet cumulatif, c’est-à-dire que la suivante est plus dommageable que la précédente, et ainsi de suite. De plus, les effets à long terme sont à souligner, car ils peuvent être aussi dévastateurs que ses effets immédiats. Parmi ceux-ci, on compte notamment, les sauts d’humeur, l’anxiété, les troubles d’organisation et de gestion, les troubles de la mémoire et de l’attention sans parler des maux de tête et des étourdissements qui se voient apparaître très fréquemment. Une étude ayant été publiée dans une revue médicale spécialisée souligne d’ailleurs les impacts de ces commotions non seulement sur la santé des joueurs, mais sur la longévité de leur carrière dans la LNH (Ligue nationale de hockey). En effet, les auteurs ont comparé deux groupes de hockeyeurs, un composé de joueurs commotionnés et l’autre ayant évité ce type de blessure. On constate à travers leurs résultats qu’un joueur ayant subi une grave commotion à de moins en moins de chance, au fil des années, de garder son poste dans la LNH, puisque sa performance se dégrade. En fait, la carrière des joueurs ayant développé ce type de problème se termine en moyenne 2,1 saisons après leur blessure. Il en est de même pour les gardiens de but qui se voit, en moyenne, accorder 19,3 buts de plus à la suite d'une commotion. L’étude souligne également que les commotions cérébrales résultent, en grande partie, des bagarres qui se voient beaucoup trop fréquentes entre les joueurs. Bref, le hockey sur glace se trouve à être le sport dans lequel on compte la plus grande incidence de commotions cérébrales. Les professionnels qui ont comme intérêt premier la santé et la sécurité des joueurs s’entendent tous sur le même point: l’abolition des bagarres est la première chose à faire.  

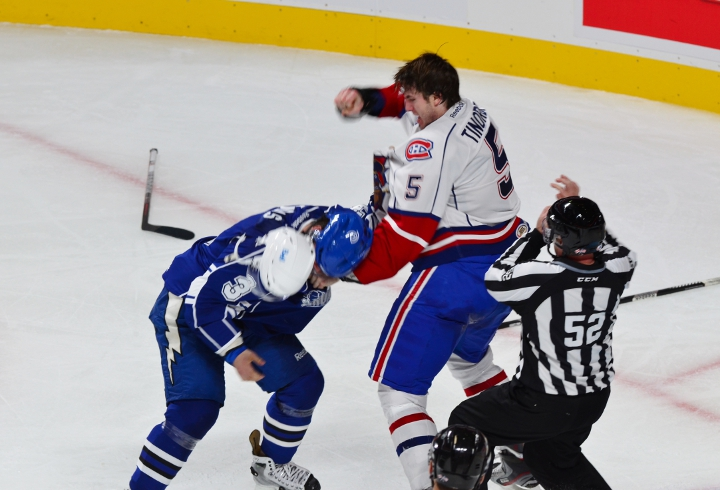
Combat entre deux joueurs lors d’un match de la Ligue américaine de hockey.

## Le combat à proprement parler

### Étiquette
Malgré le côté violent et spontané qu'un combat représente au cours d'un match, il existe certaines règles qui, même si elles ne sont pas discutées par les joueurs, sont majoritairement bien appliquées par tout le monde. Le point le plus important est que les policiers ne se battent que quand ils sont tous les deux d'accord et qu'ils se montrent cet accord — par l'intermédiaire d'une parole ou d'un geste par exemple. Cet accord tacite fait que le combat semble réellement éclater d'un seul coup, empêchant un des deux belligérants de recevoir deux minutes de pénalités supplémentaires en tant qu'instigateur du combat.
Il est également rare de voir un policier s'en prendre à un autre joueur non connu pour être lui-même un policier. Ainsi, chaque policier établit petit à petit sur chacun de ses adversaires potentiels une sorte de carte d'identité sur les autres policiers avec leurs faiblesses et techniques connues.
Malgré tout, il existe un grand respect entre les différents policiers et leur code moral leur interdit de se battre contre un adversaire déjà diminué ou blessé. Ainsi, il est souvent malvenu de vouloir combattre contre un policier qui va bientôt sortir de la glace ou même en fin de match.
Un des derniers aspect de l'étiquette est de savoir se battre proprement, c'est-à-dire sans se servir d'« armes » (casques, gants, …) et en ne tirant pas sur le maillot de l'autre pour l'aveugler. Le respect d'un policier viendra autant du résultats des combats que de la manière dont il se bat et de l'image qu'il renvoie.

### Tactiques de combat

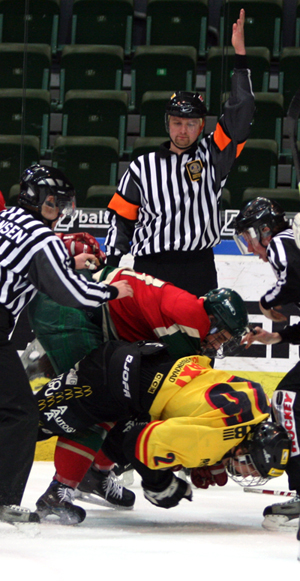
Combat en Suède dans une ligue junior entre le Frölunda HC et le VIK Västerås HK.

Il existe des tactiques de combats permettant aux policiers de prendre le dessus sur un adversaire. Une des tactiques souvent adoptée est connue sous le nom anglais de « going for it » consistant à baisser la tête et à donner autant de coups de poing qu'il le peut et aussi vite que possible. Cette tactique a pour inconvénient que le combattant prend souvent autant de coups qu'il n'en donne. Elle nécessite donc de savoir encaisser les coups.
Les combattants ont également pour habitude de tenir leur adversaire d'une main afin de garder leur équilibre sur la glace. Ainsi, la majorité des combats ressemble à deux joueurs se tenant d'une main et se tapant de l'autre.
Certains policiers, comme Darren McCarty, ont tendance à laisser leur adversaire leur donner quelques coups avant de répliquer plus durement, affirmant que la différence lors d'un combat ne se fait pas dans le nombre de coups donnés mais dans le nombre de coups reçus.
Gordie Howe avait quant à lui pour habitude de tenir son adversaire du côté de son « bon » poing afin de le gêner le plus possible. Bob Probert des Red Wings de Détroit était connu pour laisser son adversaire le frapper jusqu'à ce que ce dernier soit fatigué et ensuite seulement il commençait à frapper causant de plus grands dégâts.
Certains ont également comme tactique de tirer fort sur le maillot adverse dans l'espoir de le retirer à moitié et ainsi de masquer la vue de leur adversaire. À l'inverse, comme Rob Ray, certains ont pour habitude de s'enlever eux-mêmes leur maillot au début d'un combat afin de n'offrir aucune prise à l'adversaire,.

### Combats célèbres
Certains combats ont plus particulièrement attiré l'attention des médias en raison soit des blessures occasionnées, soit des circonstances exceptionnelles.
Ainsi lors des séries éliminatoires de 1984, le 20 avril 1984, un match de second tour entre les Nordiques de Québec et les Canadiens de Montréal se transforme en une sorte de pugilat géant à la fin de seconde période après de nombreux accrochages et des nombreux combats individuels. Une fois le calme revenu, la pause est sifflée. Mais avant le début du troisième tiers-temps, une nouvelle mêlée oppose les deux équipes à l'annonce des pénalités. Un total de 250 minutes de pénalité et 10 pénalités de matchs pour mauvaises conduites sont distribuées. Ce dernier match, surnommé la  bataille du Vendredi saint, provoque le départ à la retraite de l'arbitre Bruce Hood une fois les séries finies,.
Lors du championnat du monde junior de 1987, un combat géant explose lors d'un match entre le Canada et l'URSS. Alors que le Canada mène 4 buts à 2, un combat général éclate entre les deux équipes (même les gardiens se mêlent à l'affrontement), combat qui durera 20 minutes, qui ne prendra même pas fin avec l'extinction des lumières décidée par les arbitres du match. Ce combat était une première pour les Soviétiques peu habitués aux combats sur une patinoire et donc aux limites tacites du hockey nord-américain. L'incident provoque la disqualification des deux équipes coûtant une médaille voire le titre de champion du monde au Canada au profit de la Finlande. Un livre de Gare Joyce fut inspiré de ce match.
Le mercredi 26 mars 1997, lors d'un match entre les Red Wings de Détroit et l'Avalanche du Colorado, pas moins de neuf combats éclatèrent entre les deux franchises. Les causes de l'incident remontent à la finale de l'association de l'Ouest de la saison précédente et d'une mise en échec de Claude Lemieux de l'Avalanche sur Kris Draper par derrière et en retard. Draper fut blessé et l'Avalanche gagna la Coupe Stanley. En mars 1997, une première escarmouche a lieu lors du premier tiers entre plusieurs joueurs de chaque franchise et Darren McCarty profita d'échapper à la vigilance d'un arbitre pour mettre un coup de poing sur le côté du visage de Lemieux qui ne regardait pas du tout dans cette direction. Une fois Lemieux à terre, McCarty continua à frapper sur la tête de Lemieux (qui tentait de se protéger avec ses mains) jusqu'à ce que les deux joueurs fussent séparés par les arbitres. L'événement commença alors à prendre de l'ampleur, Patrick Roy souhaitant venir prêter main-forte à son équipe reçut une mise en échec en pleine course de Brendan Shanahan.
Le 5 mars 2004, la rencontre opposant les Flyers de Philadelphie et les Sénateurs d'Ottawa atteint le total historique de 419 minutes de pénalités au cours du même match pour cinq bagarres générales et des combats entre joueurs peu habitués à se battre — notamment entre les gardiens Robert Esche et Patrick Lalime.

### Coup du chapeau de Gordie Howe
Dans la Ligue nationale de hockey, un coup du chapeau de Gordie Howe — en anglais « Gordie Howe hat trick » — représente un tour du chapeau particulier. Il consiste à marquer un but, faire une passe décisive et participer à un combat. Même si cette « figure » porte le nom de Howe, connu à la fois pour ses combats mais également pour ses talents de buteur, Gordie Howe n'a jamais réussi qu'un seul de ces hat trick lors d'un soir de décembre 1955 contre les Bruins de Boston alors qu'il évoluait sous le maillot des Red Wings et Harry Cameron, joueur des St. Pats de Toronto, aurait été le premier joueur à réaliser un tel « hat trick » et ce en 1917. Brendan Shanahan a réussi le plus grand nombre de fois ce coup du chapeau avec dix-sept réalisations en carrière.